# Sue Barker
Susan Barker (Paignton, 19 aprile 1956) è un'ex tennista e telecronista sportiva britannica.

## Biografia

### Carriera sportiva
Vinse il suo primo torneo nel 1974 a Båstad quando era ancora juniores, successo che bissò l'anno successivo e a cui aggiunse la vittoria dell'Australian Open ragazze, l'anno successivo trionfò al Roland Garros battendo in finale la cecoslovacca Renáta Tomanová per 6-2, 0-6, 6-2.
Nel 1977 arrivò in semifinale al Torneo di Wimbledon perdendo contro Betty Stöve e all'Australian Open del dicembre 1977 di dicembre, dove perse contro Helen Cawley. Nel ranking raggiunse la 4ª posizione il 20 marzo del 1977. In totale vinse 11 competizioni in singolo e 12 in coppia.

### Dopo il ritiro
Dopo essersi ritirata dalle competizioni sportive nel 1984 diventò una presentatrice sportiva lavorando per emittenti televisive quali Channel 7, Sky Sports e dal 1993 per la BBC. Ebbe una relazione con il cantante Cliff Richard.

## Caratteristiche tecniche
La Barker era una giocatrice da fondo campo, che raramente scendeva a rete. Il suo colpo migliore era il dritto, piatto e molto potente, uno dei migliori della sua epoca.    Il rovescio, a una mano, invece era meno sicuro ed efficace.

## Statistiche

### Singolare

#### Vittorie (11)
| Legenda         |
| Grande Slam (1) |
| WTA Tour (10)   |

| Numero | Data              | Torneo                                      | Superficie       | Avversario in finale   | Punteggio     |
| 1.     | 14 luglio 1974    | Swedish Open, Båstad                        | Terra rossa      | Marijve Jansen         | 6–1, 7–5      |
| 2.     | 13 luglio 1975    | Swedish Open, Båstad                        | Terra rossa      | Helga Niessen Masthoff | 6–4, 6–0      |
| 3.     | 20 luglio 1975    | WTA Austrian Open, Kitzbühel                | Terra rossa      | Pam Teeguarden         | 6–4, 6–4      |
| 4.     | 7 dicembre 1975   | Southern Cross Classic, Adelaide            | Terra rossa      | Helga Niessen Masthoff | 6-2, 6-1      |
| 5.     | 23 maggio 1976    | WTA German Open, Amburgo                    | Terra rossa      | Renáta Tomanová        | 6-3, 6-1      |
| 6.     | 14 giugno 1976    | Open di Francia, Parigi                     | Terra battuta    | Renáta Tomanová        | 6–2, 0–6, 6–2 |
| 7.     | 6 marzo 1977      | Virginia Slims of California, San Francisco | Sintetico indoor | Virginia Wade          | 6–3, 6–4      |
| 8.     | 13 marzo 1977     | Virginia Slims of Dallas, Dallas            | Sintetico indoor | Terry Holladay         | 6–1, 7–6      |
| 9.     | 16 settembre 1979 | Pittsburgh Open, Pittsburgh                 | Sintetico indoor | Renée Richards         | 6–3, 6–1      |
| 10.    | 16 dicembre 1979  | New South Wales Open, Sydney                | Erba             | Rosalyn Fairbank       | 6-0, 7-5      |
| 11.    | 25 ottobre 1981   | New South Wales Open, Brighton              | Sintetico indoor | Mima Jaušovec          | 4–6, 6–1, 6–1 |